# راهزنی (فیلم ۱۹۹۷)
«راهزنی» (انگلیسی: Bandits (1997 film)) یک فیلم به کارگردانی کاتیا فون گارنیه است که در سال ۱۹۹۷ منتشر شد. از بازیگران آن می‌توان به کاتیا ریمان و یاسمین طباطبایی اشاره کرد.